# Franken Guss
Die Franken Guss GmbH & Co. KG bildet gemeinsam mit der Sachsen Guss GmbH die Jora Holding GmbH & Co. KG (Eigenschreibweise: JORA) mit Sitz im unterfränkischen Kitzingen.  Das Unternehmen für Eisen- und Aluminiumguss bietet auch das 3D-Drucken mit Metallen an. Franken Guss wurde im Jahr 2009 nach einigen Übernahmen und anschließender Insolvenz neu gegründet. 

## Geschichte
Als Gußwerk Kitzingen AG begann das Unternehmen 1922 mit dem Eisenguss. Es wurde 1932 von der Fichtel & Sachs AG übernommen. 1994 firmierte Fichtel & Sachs zur Sachs Gießerei GmbH um, bis es anschließend von der ZF AG übernommen wurde. Nach einem kurzzeitigen Joint Venture im Jahr 2005 mit MTI und deren Übernahme musste das Unternehmen im Jahr 2009 Insolvenz anmelden. Kurz darauf wurde das Unternehmen von seinem Geschäftsführer übernommen unter dem aktuellen Namen neu gegründet.
Seit April 2024 ist Franken Guss in einer Insolvenz nach dem Schutzschirmverfahren. Zu diesem Sanierungsverfahren griff auch das Schwesterunternehmen Sachsen Guss.